# Bokiima, Mlîniv
Bokiima (în ucraineană Бокійма) este localitatea de reședință a comunei Bokiima din raionul Mlîniv, regiunea Rivne, Ucraina.

## Demografie
Componența lingvistică a localității Bokiima
     Ucraineană (99,53%)
     Alte limbi (0,48%)
Conform recensământului din 2001, majoritatea populației localității Bokiima era vorbitoare de ucraineană (99,53%), existând în minoritate și vorbitori de alte limbi.